# Order św. Anny (Haiti)
Order Świętej Anny (fr. Ordre de Sainte Anne) – odznaczenie cywilne II Cesarstwa Haitańskiego ustanowione przez Faustyna I 31 marca 1856.
Przyznawane za zasługi dla władcy. Dzieliło się na trzy klasy (Krzyż Wielki z łańcuchem, Komandor i Krzyż). Po obaleniu monarchii (15 stycznia 1859) – zniesione.

## Patrz też
- Święta Anna